# Peristaltika
Peristaltika je pozvolný rytmický pohyb stěn některých dutých orgánů, který slouží k posunování jejich obsahu jedním směrem. Je vytvářena hladkými svaly a zabezpečuje ji autonomní nervová soustava. Peristaltika se uplatňuje především v trávicí soustavě (jícen, žaludek, střevo), dále v močovodech, vejcovodech, chámovodech a v jiných dutých orgánech.

## Mechanismus
Hladká svalovina je tvořena jednak svalovými vrstvami probíhajícími podélně trávicí trubicí, jednak okružně (cirkulárně). Stahy těchto svalových vrstev vytváří tlak na obsah trubice (např. potravu)a způsobují jeho posun. Tlaková síla v trávicí trubici je velice silná, díky tomu můžeme polykat i hlavou dolů.